# Хонконгска битка
Хонконгската битка, известна още като отбраната на Хонконг и падането на Хонконг, е една от първите битки на Тихоокеанския театър през Втората световна война. Сутринта на нападението над Пърл Харбър сили на Японската империя атакуват британската колония в Хонконг. Атаката е в нарушение на международното право, тъй като Япония не е обявила война на Британската империя. Хонконгският гарнизон се състои от британски, индийски и канадски формирования както и от китайски войници и наборници разположени в и около Хонконг.
Местоположенията, които играят важна роля за определяне на темповете на военните операции през декември 1941 г., включват пътя Тай По, окопния и тунелен комплекс на защитната линия Джин Дринкърс, Дяволския връх, форт Стенли и други. Крайбрежните отбранителни батареи предоставят артилерийска подкрепа за наземните операции до момента, в който са извадени от бойните действия или се предават.
В рамките на една седмица защитниците изоставят континенталната част. По-малко от две седмици по-късно, позициите на острова са незащитими и колонията се предава.